# Torre de la Grulla Amarilla

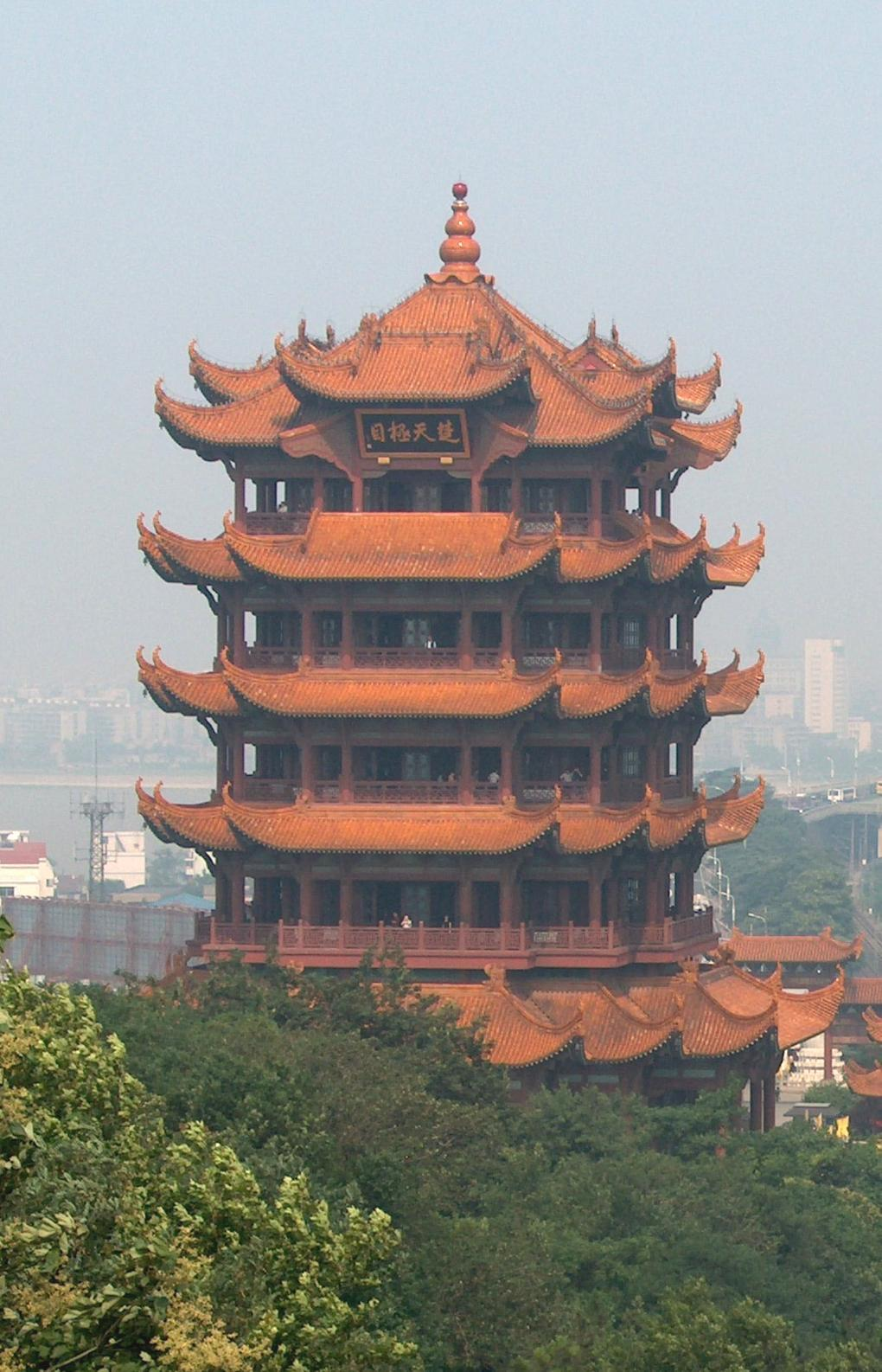
La Torre de la Grulla Amarilla

La Torre de la Grulla Amarilla (en chino, 黄鹤楼; pinyin, Huáng Hè Lóu) es una torre histórica, construida originalmente en el 223 d. C. La estructura actual, sin embargo, fue reconstruida en 1981 a un kilómetro de distancia de su emplazamiento original, y tiene poco parecido con la Torre de la Grulla Amarilla original. Se sitúa en Sheshan (Colina de la Serpiente), en la orilla del río Yangtsé en Wuchang, Wuhan, en la provincia de Hubei, China.

## Historia

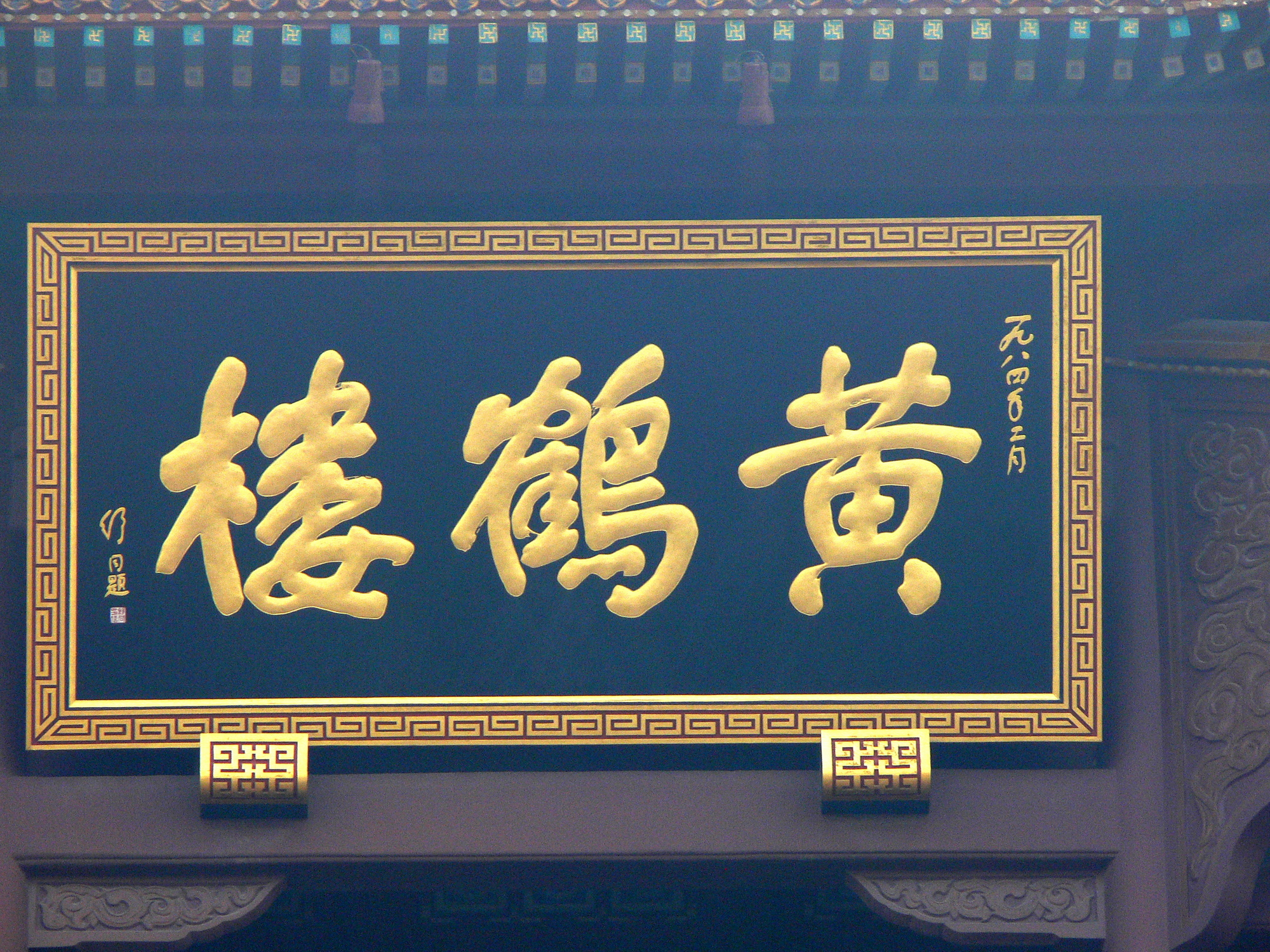

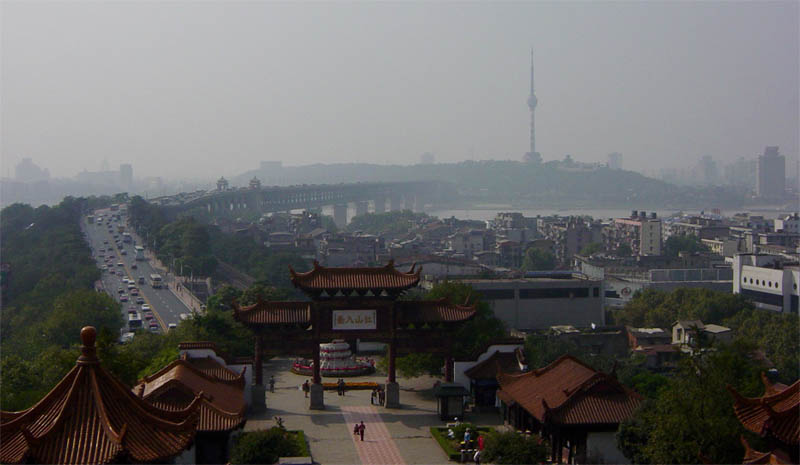
Vista del oeste con la Colina de la Tortuga y, más allá, la Tortoise Mountain TV Tower

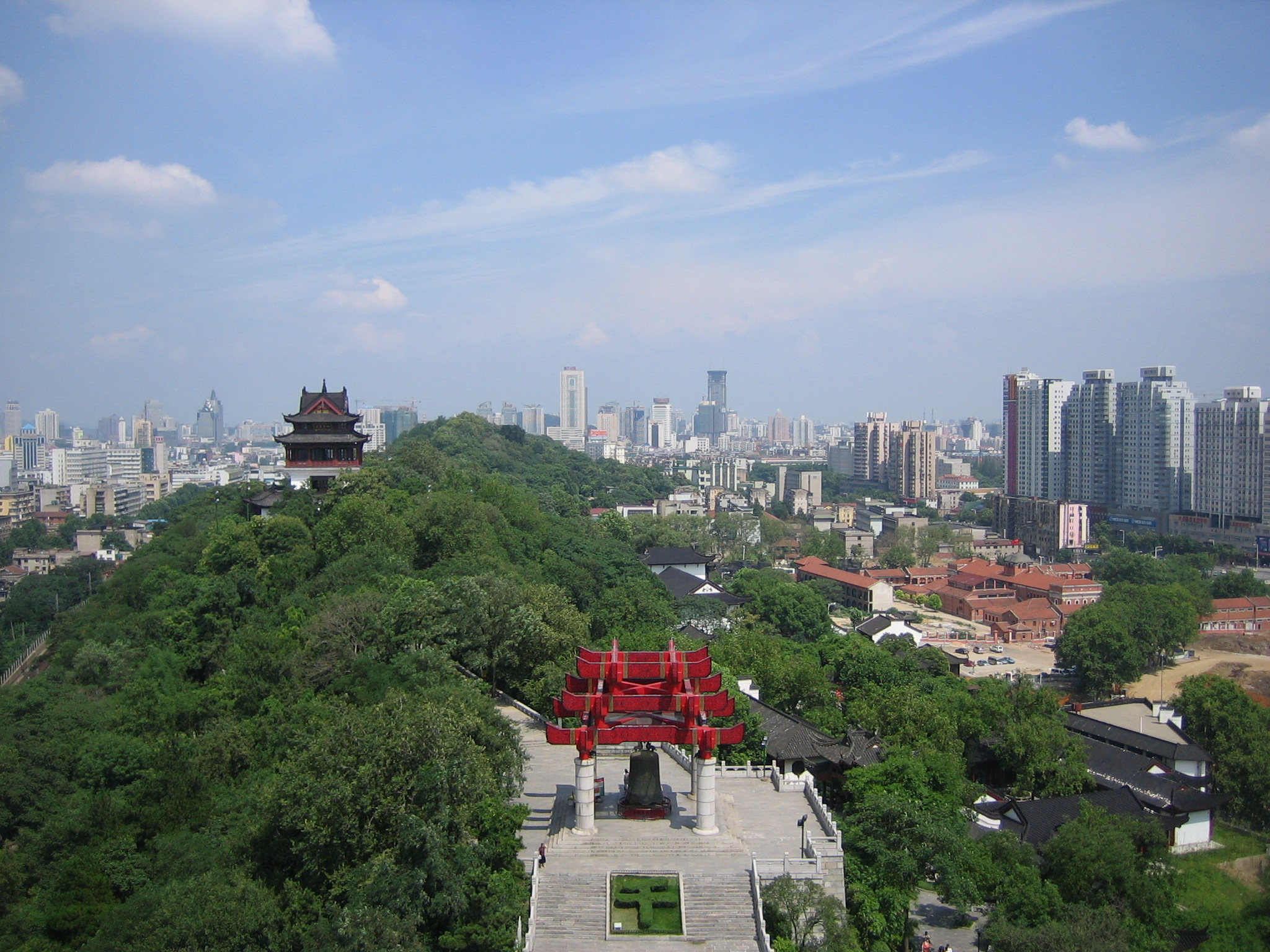
Vista hacia el este desde la Torre de la grulla Amarilla. En el centro está la parte este de la Colina de la Serpiente; a su derecha está el recinto de ladrillo del memorial al Levantamiento de Wuchang

El emplazamiento original de la torre era el Embarcadero de la Grulla Amarilla, al oeste de Xiakou. Los Mapas y Registros de Prefecturas y Condados de la época Yuanhe señala que cuando Sun Quan construyó el fuerte de Xiakou, había una torre que llevaba el nombre del Embarcadero. 
Las guerras y los incendios destruyeron la torre muchas veces. Solo durante las dinastías Ming y Qing, la torre fue destruida siete veces, y fue reconstruida y reparada diez veces. La última vez que la construyeron fue durante la dinastía Qing fue en 1868, y posteriormente fue destruida en 1884. Su emplazamiento fue ocupado posteriormente por los bastidores del Puente de Wuhan sobre el río Yangtsé en 1957. En 1981, el gobierno de la ciudad de Wuhan decidió reconstruir la torre en una nueva localización, a un kilómetro de su emplazamiento original. La torre actual se completó en 1985.

### Leyenda
Hay dos leyendas sobre la Torre de la Grulla Amarilla. En la primera, el inmortal (仙人) Wang Zi'an (王子安) montó sobre una grulla amarilla desde la Colina de la Serpiente. Posteriormente se construyó una torre como conmemoración. En la segunda, después de convertirse en inmortal, Fei Wenyi (费文祎), montó en una grulla amarilla y paraba a menudo en la Colina de la Serpiente para descansar.
La torre también es un lugar sagrado para el taoísmo. Según esta religión, Lü Dongbin ascendió al cielo desde aquí.

### Literatura

#### Poema de Cui Hao
La Torre de la Grulla Amarilla se hizo famosa por un poema del siglo VIII escrito por Cui Hao llamado "Torre de la Grulla Amarilla" (黄鹤楼). El texto original del poema es el siguiente:
昔人已乘黄鹤去，此地空余黄鹤楼。

黄鹤一去不复返，白云千载空悠悠。

晴川历历汉阳树，芳草萋萋鹦鹉洲。

日暮乡关何处是? 烟波江上使人愁。
Una traducción del poema al español sería:
Hace mucho tiempo uno se fue montando a la grulla amarilla, todo lo que quedó es la Torre de la Grulla Amarilla.

Cuando la grulla amarilla se vaya nunca volverá, por mil años las nubes vagaban despreocupadamente.

El río claro refleja cada árbol de Hanyang, las hierbas aromáticas crecen exuberantes en la Isla del Loro.

Al ponerse el sol, ¿qué dirección lleva a mi ciudad natal? Uno no podía evitar la sensación de melancolía en el río brumoso.

#### Poema de Li Bai
Hay otros poemas famosos sobre la torre de Li Bai; uno de los cuales, escrito con motivo de la separación su amigo y colega Meng Haoran se llama "Despidiéndose de Meng Haoran hacia Guangling en la Torre de la Grulla Amarilla" (黄鹤楼送孟浩然之广陵). Este es el poema original:
故人西辞黄鹤楼，

烟花三月下扬州。

孤帆远影碧空尽，

唯见长江天际流 
Una traducción del poema al español sería:
Mis antiguos amigos se despidieron del oeste, aquí en la Torre de la Grulla Amarilla,

En la nube del tercer mes de las flores de sauce, va a Yangzhou.

La vela solitaria es una sombra distante, en el borde de un vacío azul,

Todo lo que veo es el Río Yangtsé fluir hacia el horizonte.
Traducción alternativa:
Mi viejo amigo se despide del oeste en la Torre de la Grulla Amarilla,

En las flores brumosas de abril se va a Yangzhou.

Su vela solitaria es una sombra distante que desaparece en el vacío azul,

Todo lo que veo es un río largo que fluye hasta el borde del cielo.

### Relación actual con la poesía
Desde 1988, una de las plantas superiores de la torre está reservada estrictamente para poetas de renombre que la visitan. El público puede mirar, pero la habitación está acordonada. Está equipada con mesas, sillas, papeles, pinceles, y tinta; esperando para que un poeta digno lo use.

## Turismo
La cima de la torre ofrece una vista amplia de los alrededores y el río Yangtsé. La Torre de la Grulla Amarilla se considera una de las Cuatro Grandes Torres de China. En su reconstrucción actual, de 1981, parece una torre antigua pero está construida con materiales modernos y tiene un ascensor. Hay exposiciones en cada planta. Al este, en la colina, los turistas pueden tocar la gran campana de un templo por una pequeña tarifa. Hay danzas en el patio del oeste cada año durante la semana de celebración del Día Nacional de la República Popular China (1 de octubre). La torre está clasificada como una zona turística AAAAA por la Oficina Nacional de Turimso de China.
|                                       |
| Estatua de bronce de Yuefei. (岳飛像) |

|                |
| Estupa sagrada |

|                                          |
| Parque de la torre de la grulla amarilla |

|                    |
| Estanque del ganso |

|         |
| Cascada |